# خليل الوزير
خليل الوزير (وُلد في مدينة الرملة، فلسطين في 12 رجب 1354 هـ / 10 أكتوبر 1935 – اُغتيل في ضاحية سيدي بوسعيد، تونس العاصمة في 28 شعبان 1408 هـ / 16 أبريل 1988). اسمه الكامل خليل إبراهيم محمود الوزير، ويُكنى بأبي جهاد ولقبه أمير الشهداء. هو سياسي وعسكري فلسطيني لاجئ وأحد مؤسسي حركة فتح وجناحها المسلح (العاصفة). وهو عضو في المجلس الوطني الفلسطيني، والمجلس العسكري الأعلى للثورة الفلسطينية، والمجلس المركزي الفلسطيني.
صار الوزير لاجئًا عندما هجرت المليشيات الصهيونية عائلته خلال حرب النكبة عام 1948. أسس مجموعة صغيرة من الفدائيين الفلسطينيين في قطاع غزة. ولاحقًا ساهم في تأسيس حركة فتح، وفي أوائل الستينيات أنشأ للحركة علاقات مع قادة الأنظمة الشيوعية في الصين وكوريا الشمالية وألمانيا الشرقية وغيرها، حيث اُفتتح مكتب الحركة الأول في الجزائر. لعب الوزير دورًا هامًا في أحداث أيلول الأسود إذ ساعد القوات الفلسطينية وزودها بالسلاح، لكن بعد هزيمة القوات لحق بالمنظمة إلى لبنان.
أعدَّ الوزير خططًا لعمليات فدائية ضد إسرائيل، وساهم في الدفاع عن بيروت إبان حرب لبنان سنة 1982، وبعدما انسحبت قوات منظمة التحرير الفلسطينية من لبنان. تنقل بين تونس وعمّان وبغداد.
كان الوزير نائبًا للقائد العام لقوات الثورة الفلسطينية، وكان له تأثير كبير على نشاط حركة فتح العسكري. يتولّى الوزير قيادة جهاز الأرض المحتلة (القطاع الغربي)، كما كان أحد أبرز قادة الانتفاضة الفلسطينية الأولى وأبرز القادة المُصممين على استمرار الكفاح المسلح. في 16 أبريل 1988، اغتالته إسرائيل في مقر إقامته بتونس بالتزامن مع أحداث الانتفاضة الفلسطينية الأولى.

## نشأته وتحصيله العلمي
وُلد خليل إبراهيم محمود الوزير في مدينة الرملة أثناء الانتداب البريطاني على فلسطين في 10 أكتوبر 1935 لأسرة مسلمة. كان والده إبراهيم محمود الوزير يعمل في بقالة بالمدينة، أما والدته فوزية خليل شيخو كانت ربة منزل. غادرت عائلته المدينة في يوليو 1948 إثر قيام العصابات الصهيونية باحتلالها وقتل وتهجير سكانها خلال الحرب العربية الإسرائيلية في عام 1948 إلى قطاع غزة مرورًا عبر اللطرون ورام الله والخليل. استقرت العائلة في مخيم البريج للاجئين الفلسطينيين وهناك تلقى الوزير تعليمه الابتدائي بإحدى مدارس وكالة الأمم المتحدة لإغاثة وتشغيل اللاجئين الفلسطينيين (الأونروا) في مدينة غزة، وأنهى دراسته الثانوية في مدرسة فلسطين الثانوية سنة 1954.
التحق الوزير بجامعة الإسكندرية سنة 1955 لدراسة الصحافة في كلية الآداب، لكنه لم يكمل دراسته الجامعية بسبب العدوان الثلاثي على مصر.

## سيرته
التحق خليل الوزير سنة 1952 وهو بالمدرسة الثانوية بجماعة الإخوان المسلمين، وكان قائدًا للحركة الطلابية بالمدرسة وأمين سر مكتب الطلاب للإخوان المسلمين في غزة، سُجن لفترة وجيزة لانتمائه إلى الجماعة، حيث كانت حزبًا محظورًا في مصر، ولاحقًا تركهم. بدأ بتنظيم مجموعة صغيرة من الفدائيين الفلسطينيين لقتال إسرائيل في المواقع العسكرية بالقرب من قطاع غزة وشبه جزيرة سيناء.
زار ياسر عرفات غزة سنة 1954، وتعرف الوزير عليه كصحافي شاب، فقد كان الوزير مسؤولًا عن تحرير مجلة «فلسطيننا» الطلابية. وبنفس العام اعتقلته السلطات المصرية.
في 25 فبراير 1955، نفذ برفقة كمال عدوان، وأبو يوسف النجار، وسعيد المزين، وعبد الفتاح الحمود، وغالب الوزير، وعبد الله صيام، ومحمد الإفرنجي، وحمد العايدي عملية تفجير خزان مياه «زوهر» قرب بيت حانون. وفي 28 فبراير 1955 ردت القوات الإسرائيلية بقتل العشرات من الفلسطينيين والمصريين. أُبعد من غزة إلى مصر، وبذلك الحين بدأ الدراسة في جامعة الإسكندرية، لكنه تركها بعد العدوان الثلاثي على مصر عام 1956 وتلقى تدريبًا عسكريًا في القاهرة أقامته رابطة طلاب فلسطين.
اُعتقل الوزير مرة أخرى عام 1957 بتهمة قيادة تمرد الفدائيين الفلسطينيين ضد إسرائيل ونُفي إلى السعودية، حيث عمل مدرسًا لشهور قليلة في مدينة القنفذة في منطقة مكة المكرمة. ثم واصل التدريس بعد انتقاله إلى الكويت عام 1959 وظل فيها حتى عام 1963.

### تشكيل حركة فتح
استثمر الوزير وجوده في الكويت لتعزيز علاقته بياسر عرفات وغيره من الفلسطينيين المنفيين والذين التقى بهم في مصر، واتفقوا في خريف 1957 على تأسيس تنظيم سري بهدف تحرير فلسطين عبر الكفاح المسلح. في نوفمبر 1959 عُقد اجتماع في الكويت ضم شبان فلسطينيين قدموا من عدة دول عربية، أُعلن فيه عن تأسيس حركة التحرير الوطني الفلسطيني (فتح)، واُختير الوزير عضوًا في اللجنة المركزي الأولى للحركة، واستمر عضوًا حتى اغتياله عام 1988. انتقل الوزير إلى بيروت في أكتوبر 1959 بعد تكليفه بتحرير المجلة الشهرية للحركة «فلسطيننا–نداء الحياة»، حيث كان الوحيد الذي عنده ميول للكتابة.
ساهم الوزير بين عامي 1960 و 1962، في تشكيل خلايا سريّة لحركة فتح في الضفة الغربية، وساهم في شراء وتخزين السلاح لهم.
في عام 1962، وصل الوزير برفقة ياسر عرفات وفاروق القدومي إلى الجزائر بعد دعوة الرئيس أحمد بن بلة لهم. وفي عام 1963، تولى الوزير مسؤولية أول مكتب لفلسطين في الجزائر، ومعسكر للتدريب العسكري. وعزز العلاقات الفلسطينية الجزائرية واستطاع ابتعاث الآلاف من الطلبة الفلسطينيين للدراسة في جامعات الجزائر وتدريبهم في الكلية الحربية الجزائرية.
شارك برفقة ياسر عرفات في عام 1964 ضمن وفد جزائري–حركة فتح إلى بكين، عاصمة الصين. خلال زيارته الصين، قُدمت أفكار حركة فتح إلى مختلف قادة الصين بما في ذلك رئيس الوزراء تشوان لاي، واُفْتُتِح مكتب لفلسطين في الصين. كما قام بجولة في دول شرق آسيا الأخرى، وأقام علاقات مع كوريا الشمالية وفيت كونغ. كما زار بعد ذلك يوغوسلافيا وألمانيا الشرقية.
في عام 1962 كان اللقاء الأول الذي جمع الوزير بتشي جيفارا في فندق اليتيه بمدينة الجزائر عندما كان يعمل جيفارا مترجمًا لدى المكتب.
كُلف الوزير بسبب اعتماده للمقاتلين واتصالاته مع الدول الموردة للأسلحة بدور تجنيد وتدريب المقاتلين، وبالتالي إنشاء الجناح العسكري لحركة فتح، العاصفة.
جنّد الوزير وهو بالجزائر أبو علي إياد الذي أصبح نائبه وأحد كبار قادة العاصفة في سوريا والأردن.
في مايو 1964، شارك في المؤتمر الوطني الفلسطيني الذي عقد في مدينة القدس، والذي أُعلن فيه تأسيس منظمة التحرير الفلسطينية، وكان عضوًا في اللجنة السياسية للمؤتمر.
في 31 ديسمبر 1964، نفذت مجموعة مقاتلة من حركة فتح عملية نفق عيلبون فجروا فيه شبكة مياه إسرائيلية وجرحوا جنديين إسرائيليين، وكانت عملية رمزية أعلن بعدها عن انطلاقة حركة فتح.

### سوريا وما بعد حرب النكسة
استقر الوزير وقيادة حركة فتح في دمشق بسوريا عام 1965؛ للاستفادة من العدد الكبير من أعضاء جيش التحرير الفلسطيني هناك، حيث أقام مقر القيادة العسكرية لقوات الثورة الفلسطينية، وكُلف بالعلاقات مع الخلايا الفدائية داخل فلسطين. في 9 مايو 1966، اعتقلت السلطات السورية الوزير وعرفات ومختار بعباع بعد مقتل الضابط البعثي الفلسطيني في الجيش السوري يوسف عرابي في 5 مايو 1966 بمخيم اليرموك للاجئين الفلسطينيين. كان عرابي مقربًا من وزير الدفاع في ذلك الحين حافظ الأسد. نُقل عرفات والوزير وبعباع إلى سجن المزة ومكثوا في الحبس الانفرادي. عيّن الأسد لجنة تحكيم من ثلاثة أشخاص للتحقيق في القضية التي وجدت أن عرفات مذنب وحكم عليه بالإعدام. نائب الأمين العام لرئيس سوريا آنذاك صلاح جديد عفا عنهما وأغلق الملف.
شارك الوزير في حرب 1967 بتنظيم عمليات عسكرية ضد القوات الإسرائيلية في الجليل الأعلى شمال فلسطين المحتلة.
بعد حرب 1967، فقدت حركة القوميين العرب بقيادة جورج حبش وجيش التحرير الفلسطيني بقيادة أحمد الشقيري نفوذًا كبيرًا بين الفلسطينيين، وبذلك صارت حركة فتح هي الفصيل المهيمن في منظمة التحرير الفلسطينية.[بحاجة لمصدر] حصلت فتح على 33 مقعدًا من أصل 105 مقعد في المجلس الوطني الفلسطيني.
في مارس 1968، شغل الوزير وصلاح خلف مواقع قيادية مهمة بين مقاتلي حركة فتح ضد الجيش الإسرائيلي في معركة الكرامة. أدى هذا إلى تولّيه قيادة العاصفة، وشغل مناصب رئيسية في المجلس الوطني الفلسطيني، والمجلس العسكري الأعلى لمنظمة التحرير الفلسطينية.
كُلف خلال الفترة 1976 – 1982 بقيادة عمليات حركة فتح في القطاع الغربي والذي يضم الأراضي الفلسطينية المحتلة عامي 1948 و 1967.

### أيلول الأسود
خلال أحداث أيلول الأسود في الأردن، زود الوزير القوات الفلسطينية المُحاصَرة في جرش وعجلون بالسلاح والمساعدات، لكن الوضع كان لصالح الأردن. بعد انسحاب عرفات وآلاف مقاتلي فتح إلى لبنان، تفاوض الوزير على اتفاق مع الملك حسين، حيث دعى فيه إلى سلوك فلسطيني أفضل في الأردن. ثم انتقل، إلى جانب قادة منظمة التحرير الفلسطينية الآخرين في بيروت.

### لبنان وما بعدها
لم يلعب الوزير دورًا رئيسيًا في الحرب الأهلية اللبنانية. حيث اقتصر دوره على تعزيز وضع الحركة الوطنية اللبنانية، الحليف الرئيسي لمنظمة التحرير الفلسطينية في الصراع. بعد وقوع مذبحة مخيم تل الزعتر بواسطة مليشيات الكتائب المسيحية والجبهة اللبنانية، اتهم الوزير نفسه بعدم تنظيم جهود لإنقاذ المخيم.
خلال فترة وجوده في لبنان، كان الوزير مسؤولاً عن تنسيق العمليات البارزة. يُزعم أنه خَطط لعملية سافوي في عام 1975، حيث داهم ثمانية من مقاتلي فتح فندق سافوي في تل أبيب وأخذوا رهائن؛ أسفرت العملية عن مقتل ثلاثة جنود إسرائيليين بالإضافة إلى المقاتلين الثمانية. يُزعم أيضًا أنه خطط لعملية كمال عدوان في مارس 1978. في هذه العملية اختطف ستة من أعضاء فتح حافلة وقتلوا 35 إسرائيليًا.
انتخب خليل الوزير نائبًا للقائد العام، ياسر عرفات، في المؤتمر الرابع لحركة فتح الذي عقد في دمشق في مايو 1980.
عندما حاصرت إسرائيل بيروت عام 1982، اختلف الوزير مع أعضاء منظمة التحرير الفلسطينية اليساريين وصلاح خلف، حيث اقترح انسحاب منظمة التحرير الفلسطينية من بيروت. ومع ذلك، خطط الوزير بمساعدة سعد صايل للدفاع عن بيروت وساعدا في توجيه قوات منظمة التحرير الفلسطينية ضد جيش الاحتلال الإسرائيلي. هُزمت قوات منظمة التحرير الفلسطينية في النهاية ثم أُخرجت من لبنان، وتوزعت على عدة دول عربية مع انتقال معظم القيادة إلى تونس.
لم يكن الوزير راضيًا عن نتيجة حرب لبنان 1982، وما لحقها من تشتيت القوات الفلسطينية؛ لذلك ركز على إنشاء قواعد عسكرية قوية للحركة في الأرض المحتلة. في عام 1982، انطلقت حركة الشبيبة الفتحاوية فبدأ برعايتها حيث ستنمو وتبدأ الانتفاضة الفلسطينية الأولى.
ساهم الوزير في عملية أسر ثماني جنود إسرائيليين في لبنان وعقد صفقة تبادل بنحو 4,500 أسير لبناني وفلسطيني في جنوب لبنان ونحو 100 من أسرى الأرض المحتلة عام 1982.

### الانتفاضة الفلسطينية الأولى
في 7 يونيو 1986، قبل حوالي عام من بدء الانتفاضة، رُحل الوزير من عمّان إلى بغداد، وانتهى به المطاف إلى تونس بعد فشل خطة العمل المشترك الفلسطينية - الأردنية التي كان عرفات والحسين قد اتفقا بشأنها في فبراير 1985. أغلقت السلطات الأردنية 25 مكتبًا من مكاتب المنظمة في الأردن وطَلبت منه المغادرة خلال 24 ساعة. واصل عمله نائبًا للقائد العام من بغداد. قاد وفد «فتح» في جلسات الحوار الوطني، ونجح في التوصل إلى اتفاق أتاح عقد دورة المجلس الوطني الفلسطيني الثامنة عشرة في الجزائر عام 1987.
بدأت الانتفاضة يوم 8 ديسمبر 1987 في جباليا شمال قطاع غزة، ثمّ انتقلت إلى كل مدن وقرى ومخيّمات فلسطين. نُظمت الانتفاضة بواسطة القيادة الوطنية الموحدة الفلسطينية ومنظمة التحرير الفلسطينية. كان له دورًا هامًا في قيادة الانتفاضة الشعبية في الأرض المحتلة حيث قدم لها الدعم والإسناد بالإضافة إلى تنسيق فعالياتها.

## اغتياله

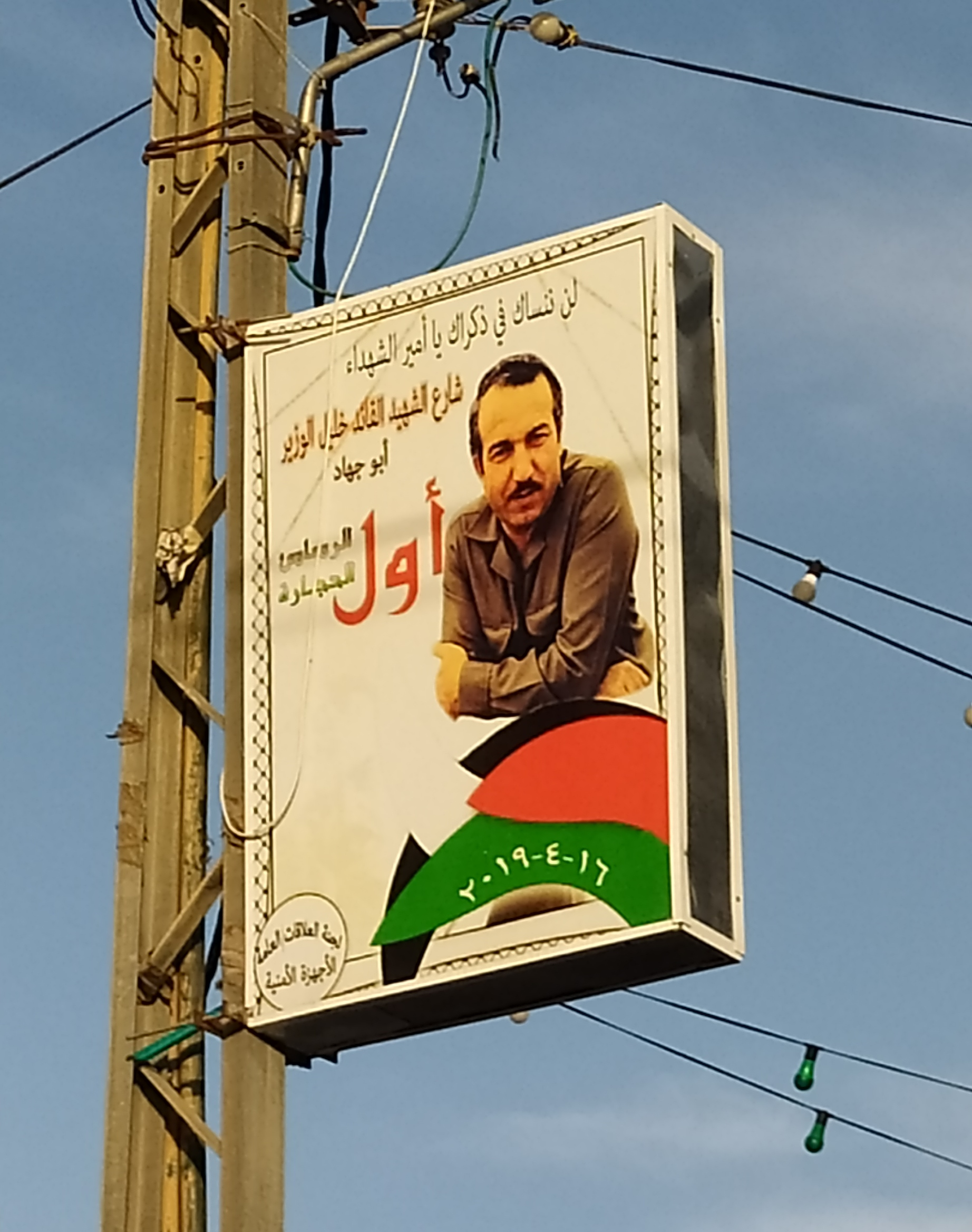
أطلقت بلدية سلفيت اسم أبو جهاد على أحد أبرز شوارعها الرئيسية في المدينة

بدأت إسرائيل عملية اغتيال الوزير في تمام الساعة 1:30 صباحًا من يوم 16 أبريل 1988 حيث كان الوزير في منزله الكائن في حي سيدي بوسعيد شمال شرق تونس العاصمة، وكان يبلغ من العمر 52 عامًا. تتهم إسرائيل الوزير بالمسؤولية عن تخطيط أعمال عسكرية وفدائية ضدها، كما برز نجمه كأحد المحركين للانتفاضة الفلسطينية الأولى.

### ما قبل الاغتيال

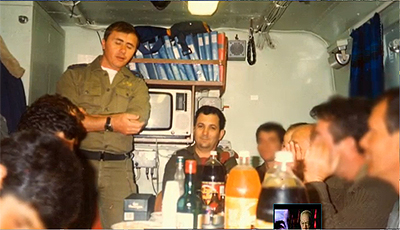
قادة عملية الاغتيال الإسرائيليين أثناء رحلتهم إلى تونس.

بعد فشل خطة العمل المشترك الفلسطينية - الأردنية، أغلقت الأردن  عددًا كبيرًا من مكاتب المنظمة وطَلبت من الوزير مغادرتها. استقر الوزير في العاصمة العراقية بغداد لكونها أكثر أمنًا من أي مكان آخر خصوصًا تونس التي يدخلها ملايين السياح سنويًا. كانت تقتصر زيارته لتونس أو أي مكان أخر لأيام قصيرة أقصاها 3 أيام.
في 14 فبراير 1988، اغتالت إسرائيل في قبرص ثلاثة من مساعدي الوزير وهم: حمدي سلطان، ومروان الكيالي ومحمد حسن. لاحقًا كُشف عن مجموعة تتدرب في «معسكر الأرض المحتلة» في بغداد كانت تخطط لاغتيال الوزير وسُلموا للأمن العراقي.
في 7/6 مارس 1988، انطلقت مجموعة فدائية فلسطينية مكونة من عبد الله كلاب، ومحمد الحنفي ومحمد عيسى لتنفيذ تفجير في مفاعل ديمونا. تزعم إسرائيل أن الوزير قام بتدريبهم عسكريًا وتخطيط العملية. استولى المنفذون على حافلة بداخلها علماء فنيين وعاملين في مفاعل ديمونا النووي الإسرائيلي قدر عددهم بـ 50 شخصًا، نتج عن العملية مقتل ثلاثة منهم بالإضافة إلى المنفذين. بعدها بأيام صادق رئيس الوزراء الإسرائيلي إسحاق شامير على اغتيال الوزير.
انتقل الوزير في مهمة إلى تونس، وحين صار هناك وصلته رسالة من المغربي محمد البصري تُفيد بحصوله على معلومات أمنية حساسة. أرسل أبو جهاد نبيل أبو ردينة لإحضارها وكانت تتحدث عن تخطيط الموساد لتنفيذ عملية اغتيال لأحد الشخصيات البارزة الفلسطينية. استبعد الوزير أن يكون هو، وبقي في تونس حيث كان يُحضر لاجتماع سيترأسه في بغداد لكوادر القوى الوطنية داخل الأرض المحتلة. وعلى غير عادته بقي في تونس لنحو 14 يومًا حيث كان يتأجل سفره كل يوم.

### تفاصيل العملية

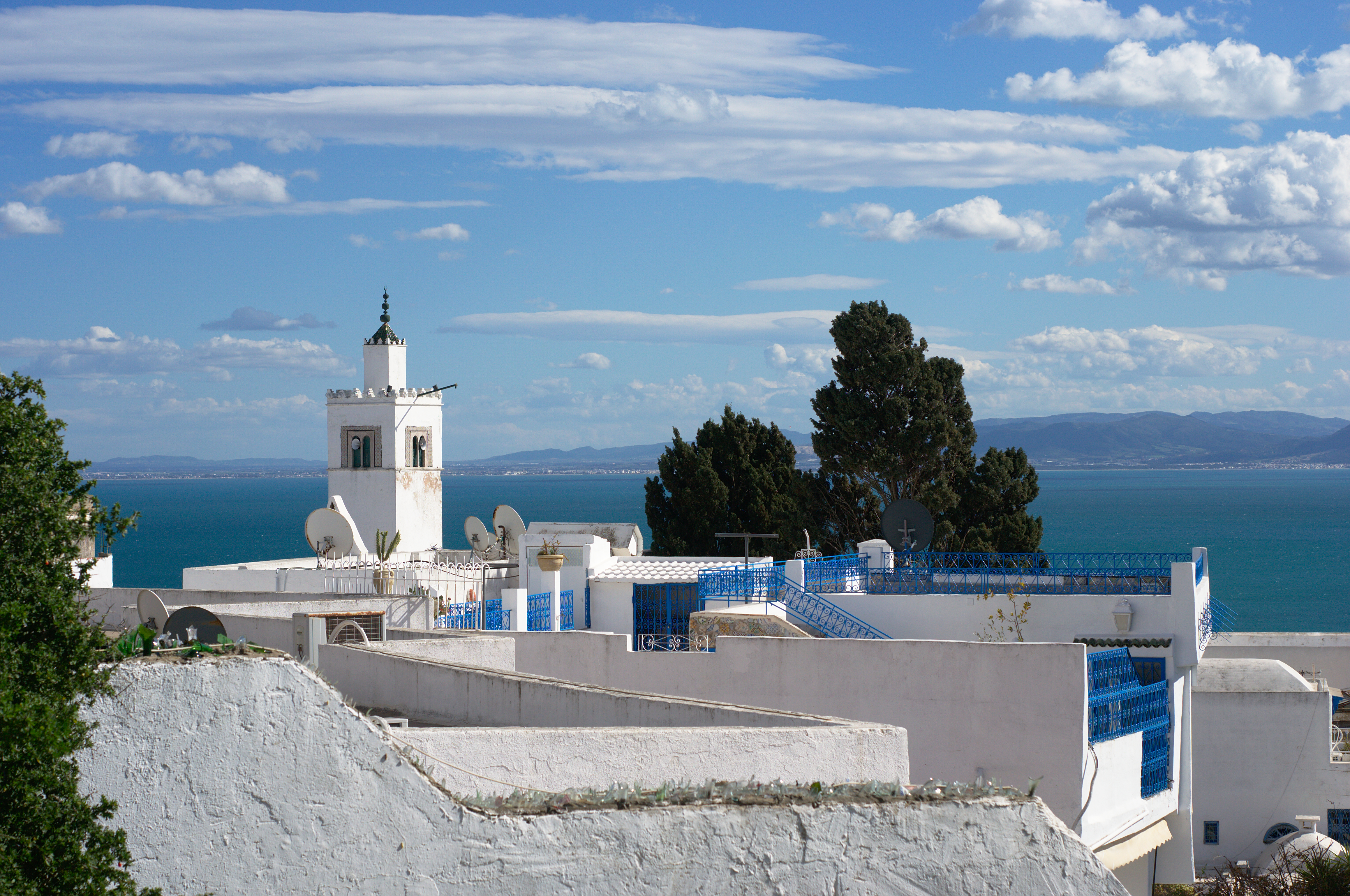
منظر لمنازل حي سيدي بوسعيد والبحر من خلفها

وفق مقابلة نشرتها صحيفة يديعوت أحرونوت، تسلل عبر البحر باستخدام مراكب وزوارق نحو 26 فردًا من وحدة استطلاع هيئة الأركان العامة الإسرائيلية والمعروفة باسم «سيرت متكال» إلى العاصمة التونسية وكان من ضمنهم «موشي يعالون»، كما ترأس المجموعة «ناحوم ليف». اخترقت المجموعة كامل الإجراءات الأمنية في ضاحية سيدي بوسعيد. اُستخدمت بطاقات هويات شخصية تعود إلى صيادين لبنانيين اُختطفوا للوصول إلى مجمع منظمة التحرير الفلسطينية. استخدم الجنود مركبات ودراجات كانت مُعدة مسبقًا قرب الشاطئ.
انقسمت المجموعة إلى جزئين، تولى الأول الذي تكون من 8 جنود مسؤولية تأمين الدخول للجزء الثاني للدخول إلى المنزل. الساعة الثانية صباحًا، توجه جنديان تنكر أحدهما بزي امرأة إلى سيارة بداخلها حارس أمام البيت وأطلقا النار عليه بواسطة مسدسٍ مزودٍ بكاتم صوت أُخفي داخل علبة للشوكولاتة. وجد الجنود شخصًا آخر كان يعمل عاملًا في حديقة البيت نائمًا في سرداب، فقتلوه ظنًا منهم أنه حارسٌ. دخل الجزء الآخر من المجموعة المنزل وصعدوا إلى الطابق العلوي.
في وثائقي نشرته قناة الجزيرة قالت زوجة الوزير إنها سمعت صوت الباب ينكسر وصوت صراخ، تناول الوزير سلاحه وخرج إلى ردهة أمام غرفة مكتبه وبدأ بإطلاق النار نحوهم من مسافة قريبة. رد الجنود بإطلاق النار وبعد وقوع الوزير أرضًا تقدم جندي وأفرغ مخزنه في جسد الوزير، ثم كرر ثلاثة جنود آخرين ذلك، حيث وصل عدد الرصاصات إلى نحو 70. ذكرت أيضًا قدوم شخصية رفيعة يُعتقد أنها «موشي يعالون» وأطلقت النار عليه في رأسه. أطلق الجنود النار أيضًا في الغرفة كان يتواجد فيها طفل الوزير الصغير «نضال» الذي لم يصب.
في عام 1997، ذكرت صحيفة معاريف الإسرائيلية أن إيهود باراك قاد عملية الاغتيال بحريًا على متن زورق قبالة شواطئ تونس. وبحسب الصحيفة، فقد نسق باراك، الذي كان آنذاك يشغل منصب نائب قائد الجيش، التخطيط لعملية الاغتيال وشملت الموساد، والشاباك، والقوات الجوية والبحرية ووحدة سيرت متكال.

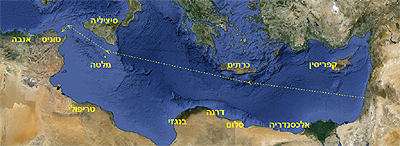
مسار طريق القوة الإسرائيلية إلى تونس

في 2019، بثت القناة الثالثة عشر العبرية تقريرًا مصورًا كشف عن تفاصيل جديدة حول «أكبر عملية اغتيال» وفق القناة قامت بها إسرائيل. بين التقرير أن القوات الإسرائيلية من الموساد، والشاباك، ووحدة سيرت متكال، وشايطيت 13، والقوات الجوية، والبحرية مكثت في البحر نحو 48 ساعة قبل بدء العملية التي شاركت فيها أربع سفن وغواصة إسرائيلية. تولى إيهود باراك مسؤولية العملية في البحر. ذكر التقرير أن الجنود تأخروا في تنفيذ العملية، حيث كان عليهم التأكد من وجود الهدف في البيت. لذلك اعتقل الجيش الإسرائيلي أحد معارف الوزير يُدعى «فايز أبو رحمة» من غزة وطلبوا منه الاتصال بالوزير تحت إدارة الموساد، كما أجرى الموساد مكالمةً أخرى من تل أبيب على أن تظهر أنها من أوروبا وعند تأكدهم من وجوده بالبيت بدأت العملية.

### بيته

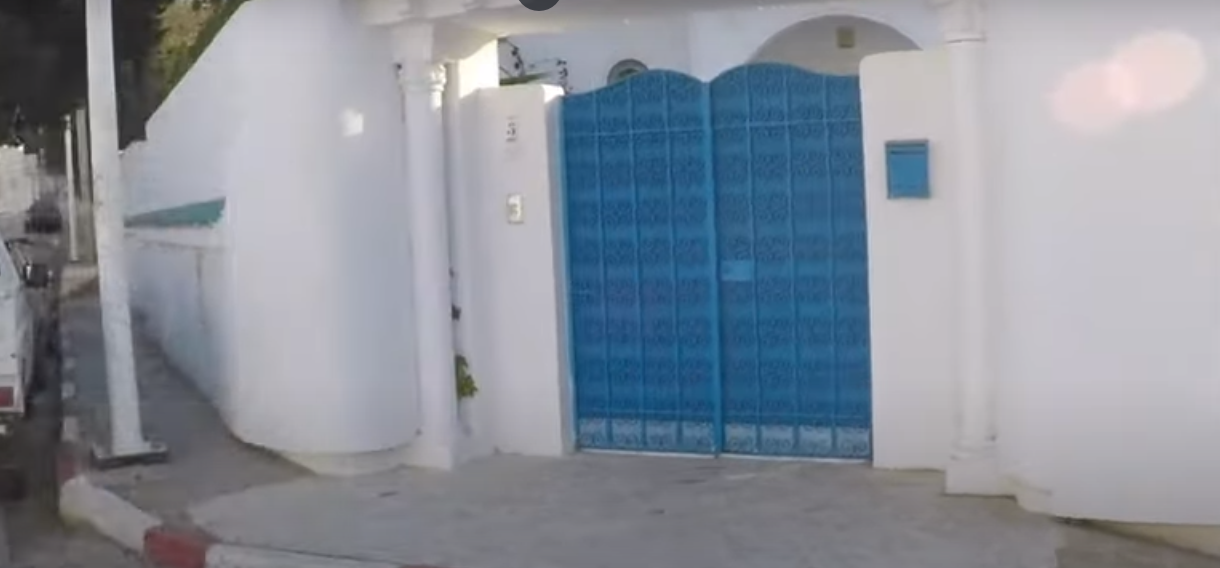
مدخل بيت أبو جهاد في ضاحية سيدي بوسعيد

كان بيت أبي جهاد يقع في حي سيدي بوسعيد شمال شرق تونس العاصمة وهو قريب من الشاطئ. هذا الأمر دفع الوزير إلى نقل البيت إلى منطقة شعبية في المدينة لكن الأمن التونسي لم يسمح له لكون المنطقة غير آمنة. كان بالقرب من بيت الوزير قصر قرطاج الجمهوري، وبيت محمود عباس، وبيت هايل عبد الحميد كذلك بيت السفير الأمريكي والسفير العراقي وكان الأمن التونسي يعتبرها منطقة آمنة وهي مليئة بعناصره.
تدربت الفرقة المنفذة للعملية لعدة شهور في منزل في حيفا صُمم كبيت الوزير. كما راقب عملاء الموساد البيت لشهور قبل الاغتيال.
قبل تنفيذ الاغتيال بيوم، ذكرت انتصار الوزير أن التيار الكهربائي في سيدي بوسعيد انقطع لأول مرة منذ وجودهم هناك كما أن الحرس التونسي على البيت انسحب قبل أسبوع من موعد الاغتيال، ولم تُسير الدورية الأمنية التونسية الفلسطينية المشتركة في تلك الفترة ليلًا. كما ذكر شرطي متقاعد إنه طُلب من جميع رجال الشرطة مغادرة الحي والذهاب إلى بيوتهم في 15 أبريل.
في 15 يونيو 2019، أثار دخول وفد من السيّاح الإسرائيليين إلى بيت الوزير في تونس غضب الأوساط الشعبيّة والسياسية التونسيّة والفلسطينية خلال تقرير بثّته القناة الإسرائيليّة الثانيّة. وزارة الداخلية التونسية نفت أن يكونوا قد دخلوا المنزل، وقالت إنّ المنزل الذي عُرض يبعد 4 كيلومترات عن المنزل الذي اغتيل فيه أبو جهاد.

### جنازته وردود الأفعال
نُقل جثمان الوزير إلى مدينة دمشق بسوريا، ودُفن في 21 أبريل 1988 في مقبرة الشهداء بمخيم اليرموك للاجئين الفلسطينيين بعد أن شيّعه عشرات الآلاف من الفلسطينيين والسوريين.
رثت الكثير من الشخصيات الوزير بعد اغتياله، ومن هؤلاء: ياسر عرفات، وكان كل من سليم الزعنون وعبد الهادي القادود قد ألفا قصيدتين في رثائه.
أدانت وزارة الخارجية الأمريكية قتله باعتباره «فعل اغتيال سياسي»، كما وافق مجلس الامن على القرار 611 الذي يشجب «العدوان الذي ارتكب ضد السيادة وسلامة الأراضي التونسية»، دون أن يخص إسرائيل بالذكر. ذكر جمعة ناجي مدير مكتب منظمة التحرير الفلسطينية الأسبق في تونس إن تونس لم تقدم حتى الآن ملف اغتيال خليل الوزير.
نفت إسرائيل مسؤوليتها عن العملية. ولكنها في 1 نوفمبر 2012، اعترفت للمرة الأولى بمسؤوليتها بطريقة غير مباشرة عن عملية الاغتيال كما ورد في صحيفة «يديعوت أحرونوت».
في عام 2016، انتشرت أخبار تُفيد بتحطيم تنظيم الدولة الإسلامية لقبر الوزير في مخيم اليرموك. على إثر ذلك تقدمت السلطة الفلسطينية بطلب إلى إسرائيل وفق صحيفة يديعوت أحرونوت لنقل رفات الوزير إلى الضفة الغربية لكن الأخيرة رفضت. بينما نفى سكان المخيم تحطيم القبر.

## أماكن سُميت باسمه
أطلقت عدة بلديات فلسطينية اسم الوزير على شوارع بارزة فيها مثل بلدية غزة، وبيت حانون، وجنين، وسلفيت، ورام الله وعقربا. كما أُسست مبان وكليات ومؤسسات باسمه مثل: «مؤسسة الشهيد أبو جهاد الوزير لتأهيل المعاقين»، و«مؤسسة خليل الوزير»، وكلية الشهيد خليل الوزير للعلوم الإدارية والعسكرية في جامعة الاستقلال، وكُلية الشَهيد أبو جهاد للتَدريب المِهني التابعة لجمعية نادي الأسير الفلسطيني.

## حياته الشخصية
تزوج خليل إبراهيم محمود الوزير من ابنة عمه انتصار مصطفى محمود الوزير في 19 يوليو 1962 في مدينة غزة، وأنجبا جهاد، وباسم، ونضال، وإيمان وحنان. عادت انتصار والأبناء إلى غزة بعد اتفاقيات أوسلو بين إسرائيل ومنظمة التحرير الفلسطينية، وفي عام 1996 أصبحت أول وزيرة في السلطة الوطنية الفلسطينية. شغل جهاد خليل الوزير منصب محافظ سلطة النقد الفلسطينية في الفترة 2008–2015.

## وصلات خارجية
- موقع مؤسسة الشهيد خليل الوزير
- كلمة ياسر عرفات في تشييع الوزير
- الجريمة السياسية، وثائقي من إنتاج الجزيرة
- سلسلة حكاية ثورة- الدم المستباح - قناة الجزيرة